# Отгон-Тенгер
Отгон-Тенгер (монг. Отгонтэнгэр уул, бувально наймолодше небо) — гора в Монголії, найвища вершина гірського масиву Хангай. Її висота складає 4 008 метри (на давніх картах висота різнилася від 3 905 до 4021 метрів). Гора знаходиться в аймаку Завхан і є єдиною горою Хангайського хребту, що постійно покрита снігом.
Гора Отгон-Тенгер займає важливе місце у монгольському буддизмі: так, вважалося, що на горі живе дгармапала Ваджрапані.

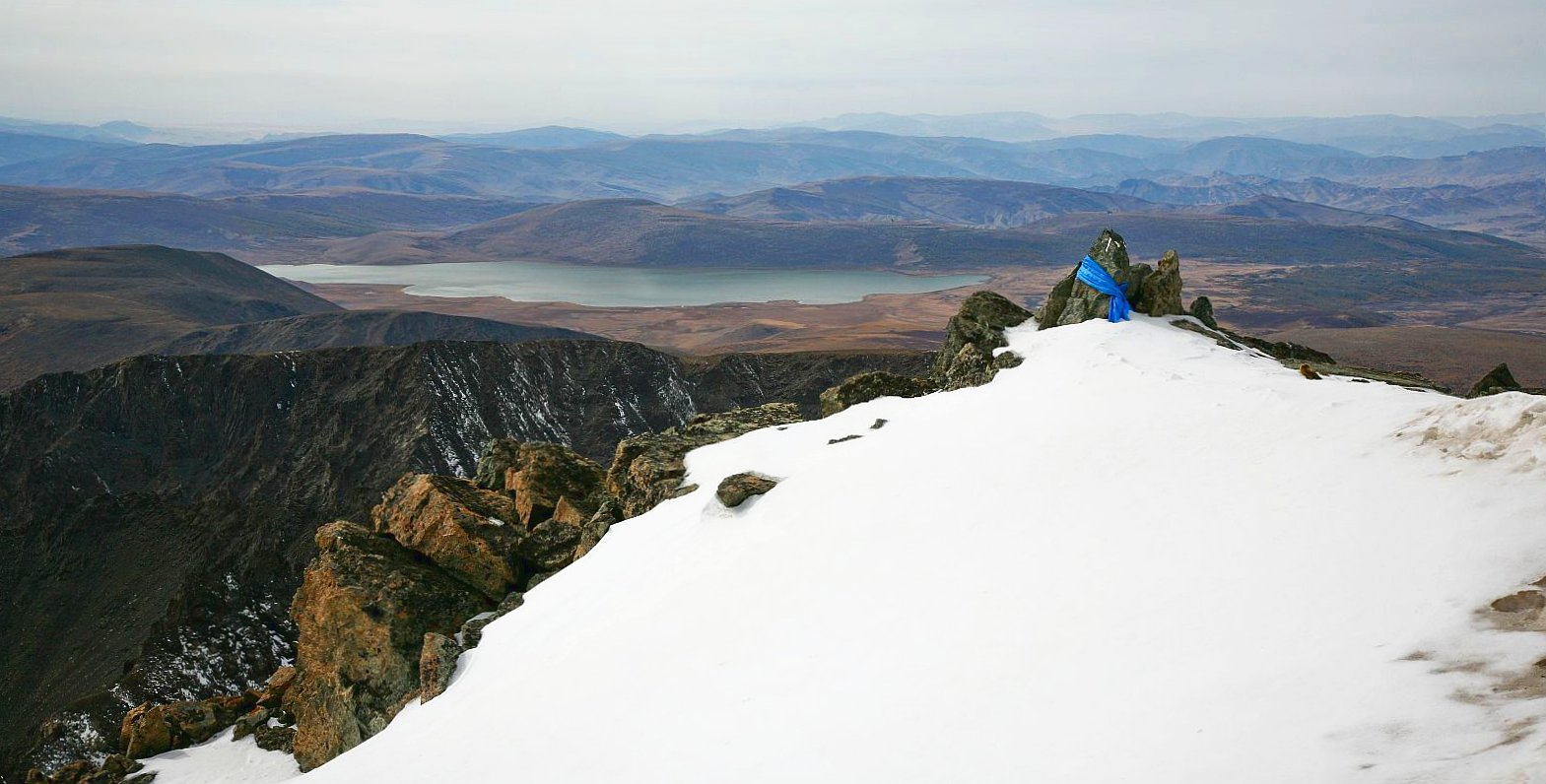
Вид з гори